# Laiv
Laiv è il primo album dal vivo del cantante italiano Davide Van De Sfroos, pubblicato nel gennaio 2003 dalla Tarantanius.

## Il disco
Contiene le registrazioni del concerto tenuto il 15 giugno 2002 a Menaggio, in provincia di Como. Tra i 24 brani presenti nell'album quattro sono inediti, mentre gli altri provengono dai precedenti lavori discografici dell'artista.

## Tracce
CD1
1. La balera
2. Cau Boi
3. Sügamara
4. Kapitan Kurlash
5. San Macacu e San Nissoen
6. Pulenta e galena fregia
7. La balada del Genesio
8. Il duello
9. Hoka Hey
10. Me canzun d'amuur en scrivi mai
11. Sciuur Capitan (inedito)

CD2
1. El diavùl
2. Televisiòn
3. Poor Italia
4. La nocc
5. La curiera
6. De sfroos
7. Ventanas
8. ... e semm partii
9. Cyberfolk
10. Ninna nanna del contrabbandiere
11. L'esercito delle 12 sedie (inedito)
12. Sguarauunda (inedito)
13. I ann selvadegh del Francu (inedito; si tratta di un brano ispirato all'album del 1987 Franks Wild Years di Tom Waits)

## Formazione

### Gruppo
- Davide Van De Sfroos – voce, chitarra elettrica e acustica
- Claudio Beccaceci – chitarra elettrica e acustica
- Alessandro Parilli – basso
- Diego Scaffidi – batteria
- Angapiemage Galiano Persico – violino
- Simeone Pozzini – fisarmonica

### Altri musicisti
- Le Balentes – cori
- Alessio Canino – tromba
- Maurizio Aiello – trombone
- Pier Muccio – trombone
- Massimo Germini – mandolino
- Davide Brambilla – fisarmonica